# Combat du Bourgneuf-la-Forêt
Chouannerie
Batailles
- 1er Vannes
- Fouesnant
- Scrignac
- Lannion
- Pontrieux
- Bourgneuf-la-Forêt
- Plumelec
- Savenay
- Loiré
- Ancenis
- 2e Vannes
- Pluméliau
- Pontivy
- 1er La Roche-Bernard
- 1er Rochefort-en-Terre
- Pacé
- Guérande
- Fleurigné
- Fougères
- Vitré
- Mané-Corohan
- Plabennec
- Saint-Pol-de-Léon
- Kerguidu
- Lamballe
- Saint-Perreux
- 2e Rochefort-en-Terre
- 2e La Roche-Bernard

Le combat du Bourgneuf-la-Forêt ou encore Combat de l’étang de la Chaine se déroula à la suite d'une révolte paysanne lors de la Pré-Chouannerie.

## Combat
Vers la fin du mois de septembre 1792, en Mayenne, une troupe de gardes nationaux d'Andouillé, La Brûlatte, La Baconnière et Saint-Germain-le-Guillaume livrent au pillage le château de Fresnay et le Château de Launay-Villiers. Alertés par le tocsin, les paysans de Launay-Villiers, Boislin ( ???) et Bourgon se rassemblent à Launay-Villiers, place que le marquis de La Rouërie venait de quitter après y avoir séjourné clandestinement pendant trois mois. 
Au chevalier Jacques de Farcy, propriétaire du château de Villiers, qui demande aux insurgés de ne point aller perdre la vie pour cette baraque, les paysans répondent qu'après les châteaux des nobles, ce seront leurs métairies qui seront incendiées par les patriotes. Ils décident donc de poursuivre leur action punitive et se dirigent vers le Bourgneuf. 
Un des agents de La Rouërie,  Jean-Louis Gavard, secondé par Jean Chouan, prend alors la tête des insurgés. Les paysans se lancent aussitôt à la poursuite des gardes nationaux, qu'ils rattrapent au Bourgneuf-la-Forêt le soir. La charge menée par les frères Pinçon met rapidement en déroute les gardes nationaux qui abandonnent leur butin et laissent 18 morts sur le terrain. La municipalité du Bourgneuf, perturbée par les événements ignore le nom des morts qui ne sont pas du village. L'une des victimes est Pierre Gandon, un dixième mort est Pierre Babin.
L'embuscade est suivie le lendemain par une échauffourée entre les chouans et la force armée de Laval qui venait pour réprimer l'insurrection. Elle fut reçue à l'étang de la Chaîne par une fusillade à laquelle Jean Chouan ne prit aucune part, s'étant déjà réfugié en Bretagne, avec les frères Pinçon, de Bourgon. Cet accrochage fait deux morts parmi les insurgés ; et un blessé.

## Plaque
Une croix commémorant ce combat, est installée par l'Association du Souvenir de la Chouannerie Mayennaise près de l’étang de la Chaine, est consacrée le 25 août 2014 par l'abbé du Faÿ.

## Sources
- Le Patriote du département de la Mayenne, no 22 du 29 septembre 1792 et no 23 du 6 octobre 1792 ;
- Abbé Gaugain, Histoire de la Révolution dans la  Mayenne, tome 1, p. 423. ;
- Christian Le Bouteiller, La Révolution dans le Pays de Fougères, Société archéologique et historique de l'arrondissement de Fougères, 1989